# MotoGP 19
MotoGP 19 è un videogioco del 2019 sviluppato dall'azienda italiana Milestone, basato sul Motomondiale 2019 di MotoGP ed è uscito il 6 giugno 2019 per PlayStation 4, Xbox One e Microsoft Windows mentre per Nintendo Switch è stato pubblicato il 27 dello stesso mese. La telecronaca italiana è di Guido Meda.

## Modalità di gioco
MotoGP 19 presenta diverse modalità: Carriera, Modalità veloci, Sfide storiche, Multigiocatore, MotoGP eSport Championship, Editor grafiche e Personalizzazione pilota oltre che svariati contenuti scaricabili.
Rispetto al predecessore MotoGP 18 è stata aggiunta la classe MotoE, la grafica, la fisica e l'intelligenza artificiale dei rivali sono state migliorate notevolmente, in modalità Carriera è possibile decidere da che classe partire, sono aggiunti nuovi piloti selezionabili nelle classi storiche e sono stati inseriti tre circuiti antichi: Laguna Seca, Vecchia Catalogna e Donington Park.
Il gioco ha alcune novità rispetto al gioco MotoGP 18 con alcuni cambiamenti in Moto3, Moto2 e MotoGP. Il gioco ha le classi storiche del motomondiale: classe 500 a 2 tempi e MotoGP a 4 tempi.

## Telecronisti
in italiano:  Guido Meda